# Spore (comics)
Pour les articles homonymes, voir Spore (homonymie).
 (février 2022).
Si vous disposez d'ouvrages ou d'articles de référence ou si vous connaissez des sites web de qualité traitant du thème abordé ici, merci de compléter l'article en donnant les références utiles à sa vérifiabilité et en les liant à la section « Notes et références ».
Spore est un super-vilain créé par Marvel Comics. Il est apparu pour la première fois dans Wolverine #21, en 1990 (bien qu'on le mentionne dans Wolverine #17 en 1989).

## Origines
Spore est un mutant Déviant conçu en tant qu'arme ultime dans la guerre contre les Eternels. Sa mission s'avéra un succès, car il décima les rangs de ses ennemis en consommant leur code génétique, grandissant en taille et en puissance à chaque victime. Bientôt, il se retourna contre ses maîtres. Lors de la seconde venue des Célestes, en 18000 J.-C., Spore fut jugé trop dangereux pour exister, et les mystérieux Célestes incinérèrent le monstre. Ses restes recouvrirent la montagne Jardin Del Rey, au Tierra Verde, une petite nation d'Amérique du Sud.
Vers la fin du XXe siècle, les résidus de Spore absorbèrent des racines de coca. Bientôt le champ fut traité et devint de la cocaïne. Spore, toujours en vie, survécut grâce à cela et chercha à renaître chez ceux qui ingéraient une dose de drogue.
Infecté par la drogue mutante, le boxeur Hammer Cody devint fou et attaqua Daredevil, puis la police de NYC. Bien qu'elle le rende plus fort, Cody ne survécut pas au changement physiologique que produisait la drogue.
Le président du Tierra Verde, Felix Caridad, entendit parler des propriétés de la cocaïne, et il engagea le chercheur Nikolaus Geist pour qu'il fabrique un super-agent national. Geist se rendit à Madripoor, où la drogue avait aussi circulé. Après un combat contre Wolverine, Geist drogua de force le colosse Roughouse et le livra à Caridad, qui de son côté utilisa sa femme, une guérisseuse mystique nommée Sœur Salut, pour calmer le géant.
Rejoignant la résistante locale nommée la Bandera, Wolverine libéra Roughouse et Sœur Salut. Dans leur fuite à travers la jungle, Geist tira sur le X-Man avec plusieurs fléchettes imbibées de cocaïne infectée.
Malgré les dons de Sœur Salut et les pouvoirs de Logan, Spore tenta de contrôler Wolverine. Finalement, le corps du mutant griffu expulsa les spores. Mais le trio fut repris par l'armée de Caridad. Ce dernier comptait faire de son fils Palo le super-agent qu'il désirait tant. À la suite d'un combat, Caridad fut touché par la cocaïne. Devenu fou, il s'injecta la totalité des doses disponibles, ce qui permit à Spore de consommer son corps totalement et de renaitre.
Spore avala les rebelles et Wolverine, grossissant à chaque victime. Wolverine parvint à sortir du corps du monstre en le déchirant de l'intérieur, et le contact guérisseur de Sœur Salut embrasa la créature, qui brûla avec intensité jusqu'à sa totale disparition.

## Pouvoirs
- Spore était un mutant Déviant, composé d'un tissu amorphe, qui le protégeait des impacts et le rendait virtuellement immortel.
- En une occasion, il put régénérer totalement, même après avoir subi un dispersement moléculaire.
- Quand ses spores entraient dans l'organisme d'une personne et l'infectaient, le monstre pouvait influencer l'esprit de cette dernière et modifier sa force. Ses victimes devenaient des sauvages à la force accrue.
- Le corps de Spore était très vulnérable au feu, ainsi qu'au contact guérisseur de Sœur Salut.